# Ukrajinska dijaspora
Ukrajinska dijaspora (ukr. Українська діаспора); je globalna zajednica osoba koje se u etničkom smislu smatraju Ukrajincima ili imaju bliže ukrajinske korijene po očevoj strani. Ukrajinci žive na gotovo svim svjetskim kontinentima, najslabije su naseljeni u Antarktici i Africi, a prema službenim statistikama najbrojiniji su u Sjevernoj Americi i Aziji, odnosno Kanadi, SAD-u, Rusiji i Kazahstanu. Glavna međunarodna organizacija Ukrajinaca je Svjetski Kongres Ukrajinaca. Prema njihovim istraživanjima odnosno neslužbenim podacima u svijetu danas izvan Ukrajine živi oko 20 milijuna Ukrajinaca. Višemilijunski broj Ukrajinaca iselio je iz Ukrajine nakon osamostaljivanja 1991. te njihov ukupan službeni broj u drugim državama nije u potpunosti poznat.
Ukrajinska dijaspora također rjeđe obuhvaća osobe čije obitelji su nekoliko generacija prebivale na ukrajinsko etnolingvističkom prostoru, ali s očeve strane imaju porijeklo i iz drugih naroda. Ukrajinska dijaspora ponekad obuhvaća i one osobe koje imaju ukrajinsko porijeklo po majčinoj obiteljskoj strani. Poseban slučaj predstavlja ukrajinska dijaspora u Rusiji i SAD-u gdje se osobe često identificiraju prema stečenom američkom ili ruskom državljanstvu. Dok je u SAD-u službeni broj Ukrajinaca približno točan njihovoj realnoj brojci, u Rusiji taj broj drastično odskače pa prema određenim istraživanjima pretpostavlja se da realan broj Ukrajinaca u Rusiji iznosi između 4,3 i 7 milijuna ljudi. Ukrajinska dijaspora u Rusiji kroz povijest je imala poseban značaj i doprinos u razvoju ruske državnosti i kulture općenito, ali se ujedno susretala s teškim oblicima rusifikacije stoga je njihov realan broj do danas nepoznat.

## Povijest i formiranje ukrajinske dijspore
Ukrajinci svoju nacionalnu povijest percipiraju i bilježe od osnutka Antske zajednice u središnjoj Ukrajini tijekom 5. stoljeća. Posebno se ta povijest odnosi na formiranje jakog slavenskog središta Kijeva i dinastije poljanskih kneževa u Kijevu i bližoj okolici. Već tada bilježe se jake migracije ukrajinskih predaka između Skandinavije i istočnog Rimskog Carstva. U 6. i 7. stoljeću većina slavenskih naroda pristiže na šire prostore istočne i središnje Europe upravo s tla zapadne Ukrajine. Ovdje se po prvi puta razvija distinkcija ukrajinskih predaka od drugih Slavena u okruženju što se posebno iščitava u jeziku, mentalitetu i religijskom uvjerenju.
U 10. i 11. stoljeću ukrajinski preci ponovno u nekoliko intervala naseljavaju prostore zapadne Rusije u sklopu širenja Kijevske Rusi, posebno širu okolicu grada Novgoroda, i zatim Vladimira u današnjoj Vladimirskoj oblasti. Nakon mongolskog napada u 13. stoljeću veliki broj ukrajinskih predaka iz istočnih krajeva Kijevske Rusi seli na zapad u središnju Europu, posebno u zapadnu Ukrajinu, južnu Bjelorusiju, istočnu Poljsku, i države Baltika. U 15. stoljeću reformirana je snažna Velika kneževina Litva što je stabiliziralo društvene odnose na prethodno zaraćenim središnjim ukrajinskim prostorima na koje su se u intervalima počeli vraćati i Ukrajinci. Znatan dio ukrajinskih predaka tada seli u okolicu novog jakog političkog središta grada Moskve.
U 17. stoljeću počinje novo još intenzivnije povezivanje ukrajinskih i ruskih prostora. Mnogi obrazovani Ukrajinci iz političkih razloga pronalaze bolje i prikladnije društveno-političke položaje na ruskom umjesto na poljskom dvoru. Posebno su tada značajni prijelazi ukrajinskih umjetnika, monaha, crkvenih dužnosnika i ostalih iz Poljsko-Litavske Unije u Moskovsko Carstvo. Njihov značaj u Moskvi postao je toliko velik da je uskoro i uz njihovu podršku formirano objedinjeno Rusko Carstvo koje je početkom 18. stoljeća obuhvatilo i današnju istočnu Ukrajinu. U Velikom sjevernom ratu, dio Ukrajinaca se protivio sjedinjavanju s Rusijom s toga su nakon poraza u ratu preselili u zemlje poput Švedske, Norverške, Finske, Danske, Njemačke, Grčke, Turske, Francuske, Austrije, Mađarske, Poljske, Slovačke, Češke, itd.

### Značanije migracije nakon 18. stoljeća
Emigracija Ukrajinaca postala je bitno značajnija formiranjem Ruskog Carstva sredinom 18. stoljeća. Odlukom da se posve ukine ukrajinska autonomija, Zaporoški kozaci sele na prostor ušća Dunava i u rusku Kubansku regiju uz Azovsku obalu. Takozvani Kubanski kozaci danas broje oko 2 milijuna potomaka. Ukrajinci u 19. stoljeću naseljavaju i najudaljenije prostore istočne Rusije u Aziji, zatim slabo naseljeni Kazahstan gdje im se dodjeljivala zemlja za obradu. U istom razdoblju naseljavaju i prostore Austro-Ugarske (ujedno Hrvatske), zatim Argentine, Brazila, Paragvaja, i drugih država Južne Amerike. Na prijelazu s 19. na 20. stoljeće Ukrajinci su se raširili gotovo po svim kontinetima. Nakon Drugog svjetskog rata njihov je broj posebno porastao u SAD-u, Kanadi, Velikoj Britaniji, Australiji i Rusiji.
Ukrajinska emigracija i dalje je vrlo živa te je nepoznat točan broj Ukrajinaca u stranim državama. Nakon uspostavljanja ukrajinske neovisnosti odnosno na prijelazu s 20. na 21. stoljeće, iz Ukrajine se iselilo nekoliko milijuna Ukrajinaca, a njihov se popis nije u potpunosti službeno evidentirao u drugim državama. Tek se pretpostavlja da su emigrirali u države prethodno naseljene Ukrajincima gdje u velikom broju ilegalno prebivaju. Što se tiče europskih država, zabilježene su značajne migracije Ukrajinaca u Rusiju, Švicarsku, Italiju, Španjolsku, Portugal, Francusku, Njemačku, Veliku Britaniju, zatim nešto manje u Finskoj, Švedskoj, Norverškoj i Islandu. Danas u svijetu izvan Ukrajine prebiva oko 14 milijuna legalno prijavljenih građana koji imaju ukrajinske korijene, a pretpostavlja se da se njihov realan broj kreće oko 20 milijuna. Također imaju značajnu organizaciju u Europi odnosno od 1949. aktivan je Europski Kongres Ukrajinaca.

## Zemlje s većom ukrajinskom dijasporom
- Napomena: Podaci u tablici mogu imati odstupanja ili eventualnu pogrešku. Također nije poznat realan broj Ukrajinaca u nekim većim državama poput Velike Britanije, Francuske, Španjolske i drugih u kojima realna brojka uveliko odskače od službene. U svijetu trenutno prebiva nekoliko milijuna Ukrajinaca koji nemaju stalnu boravišnu dozvolu ili državljanstvo u državi gdje prebivaju.

| Država                                                   | Službeni broj                                            | Realan broj                                              | Glavna središta                                                                                        |
| Ukrajinci u dijaspori prema različitim popisima iz 2004. | Ukrajinci u dijaspori prema različitim popisima iz 2004. | Ukrajinci u dijaspori prema različitim popisima iz 2004. | Ukrajinci u dijaspori prema različitim popisima iz 2004.                                               |
| -------------------------------------------------------- | -------------------------------------------------------- | -------------------------------------------------------- | --- |
| Rusija                                                   | 2,942,000                                                | 4,379,690 - 7,000,000                                    | Moskva, Sankt Peterburg, Kursk, Voronež, Saratov, Vladivostok, Primorski kraj (regija), Kuban (regija) |
| Kanada                                                   | 1,209,805                                                | 1,300,000                                                | Ontario, Alberta, Manitoba, Saskatchewan, Quebec, Britanska Kolumbija                                  |
| SAD                                                      | 961,113                                                  | 2,000,000                                                | Pennsylvania, New York, New Jersey, Massachusetts, Chicago, Connecticut, Ohio, ...                     |
| Kazahstan                                                | 896,200                                                  | 2,400,000                                                | Sjeverna i urbana središta zemlje                                                                      |
| Moldova                                                  | 600,400                                                  | 650,000                                                  | Pridnjestrovlje, Chişinău                                                                              |
| Poljska                                                  | 360,000                                                  | 500,000                                                  | Urbana sjeverozapadna područja, jugoistočna područja                                                   |
| Brazil                                                   | 350,000                                                  | 500,000                                                  | Paraná, São Paulo, Santa Catarina, Rio Grande do Sul                                                   |
| Grčka                                                    | 350,000                                                  | 360,000                                                  | Solun, Atena, ostala urbana središta                                                                   |
| Italija                                                  | 320,070                                                  | 350,000                                                  | Urbana središta sjeverne Italije, Sicilija                                                             |
| Bjelorusija                                              | 291,000                                                  | 500,000                                                  | Brestska i Gomeljska oblast                                                                            |
| Uzbekistan                                               | 128,100                                                  | 153,200                                                  | Urbana središta                                                                                        |
| Češka                                                    | 126,613                                                  | 150,000                                                  | Sudetenland                                                                                            |
| Kirgistan                                                | 108,000                                                  | 108,000                                                  | Urbana središta                                                                                        |
| Argentina                                                | 100,000                                                  | 250,000                                                  | Buenos Aires, Misiones, Chaco, Mendoza, Formosa, Córdoba, Río Negro                                    |
| Država                                                   | Službeni broj                                            | Realan broj                                              | Glavna središta                                                                                        |

## Vanjske poveznice
- Ukrajinci u svijetu  Arhivirana inačica izvorne stranice od 13. ožujka 2012. (Wayback Machine)
- Ukrajinski svjetski kongres